# Abyei (ciudad)

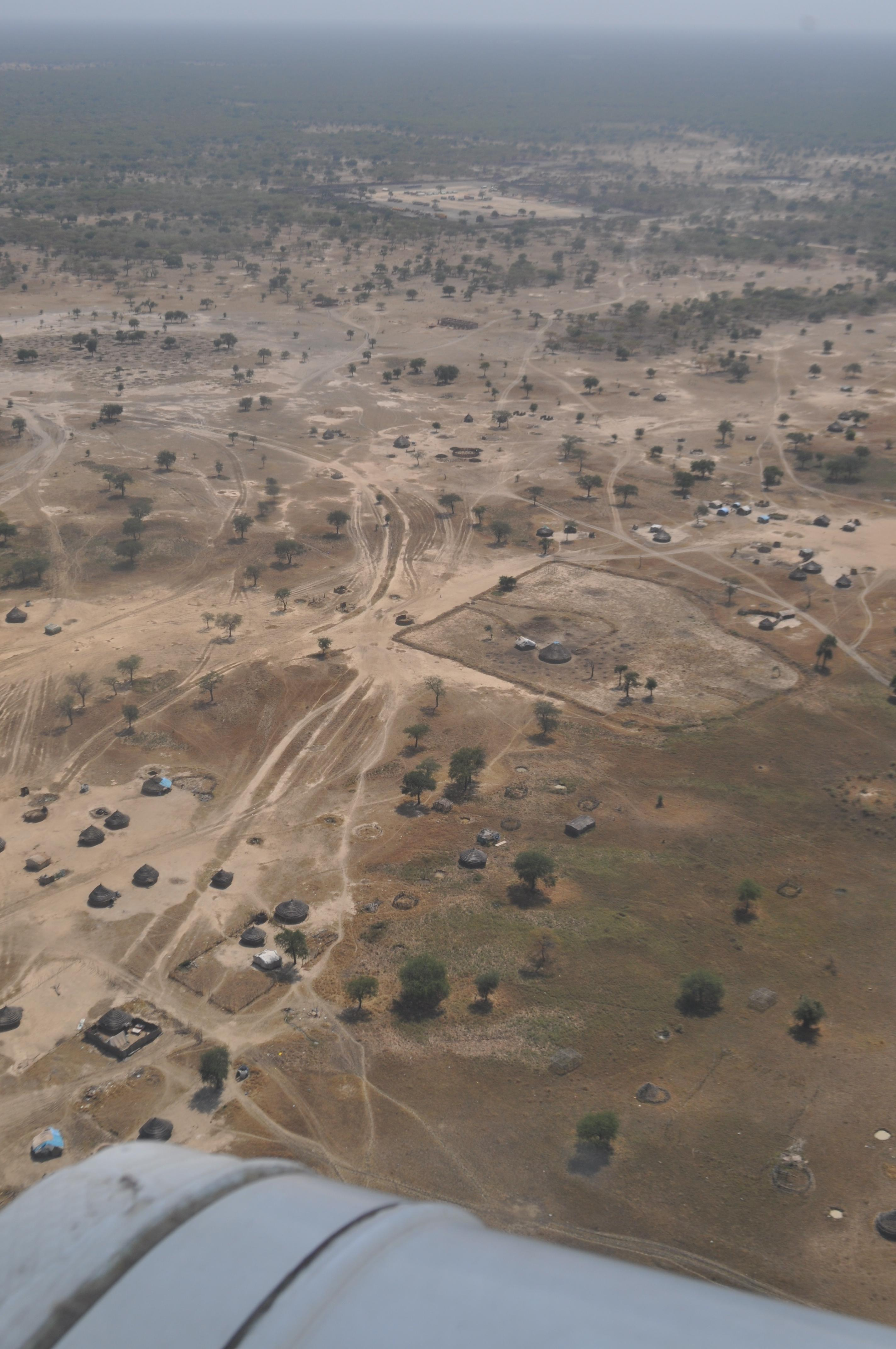
Vista aérea de la ciudad.

Abyei es una ciudad fronteriza que actualmente se encuentra en el área de Abyei, disputada por Sudán y Sudán del Sur. La ONU estimó la población de la ciudad en alrededor de 20.000 habitantes antes de los eventos de mayo de 2011.
El área de Abyei, productora de petróleo y fértil, con la ciudad de Abyei como su centro, es un polémico punto de contención territorial en la secesión de julio de 2011 del proceso de Sudán del Sur.

## Historia

### 2008
La ciudad de Abyei fue casi completamente destruida en mayo de 2008 cuando las tensiones entre el Ejército de Liberación del Pueblo Sudanés (los rebeldes sudaneses independentistas) y las Fuerzas Armadas de Sudán se hicieron demasiado fuertes y las dos facciones iniciaron la guerra debido al nuevo alcalde o administrador que el Gobierno del Sudán Meridional había señalado para esta zona, una medida a la que la tribu árabe de Misseriya se había opuesto ampliamente. Alrededor de 50.000 habitantes de Abyei, en su mayoría Ngok Dinka, tuvieron que huir de la ciudad e ir a Agok. 

### 2011
El 22 de mayo de 2011, la ciudad de Abyei fue atacada por las autoridades sudanesas (SAF) para recuperar el control. Los violentos combates, saqueos y destrucción de infraestructuras obligaron a miles de sus habitantes a huir al sur del país. Francia, Estados Unidos y las Naciones Unidas condenaron este ataque y exigen la retirada de las fuerzas del norte.